# Chao Pi-feng
Chao Pi-feng (趙碧鳳T, Zhào BìfèngP; Taipei, 9 gennaio 1977) è un'ex cestista taiwanese.

## Carriera
Con Taiwan ha disputato i Campionati mondiali del 2002.